# رورينوفتسي
رورينوفتسي (بالبلغارية: Русиновци)‏ قرية تقع إدارياً ضمن مقاطعة غابروفو في بلغاريا. ويبلغ عدد سكانها 7 نسمة حسب تعداد 15 مارس 2015. تعتمد رورينوفتسي للبريد على الرمز البريدي 5380.